# 리치-크레티앙 망원경

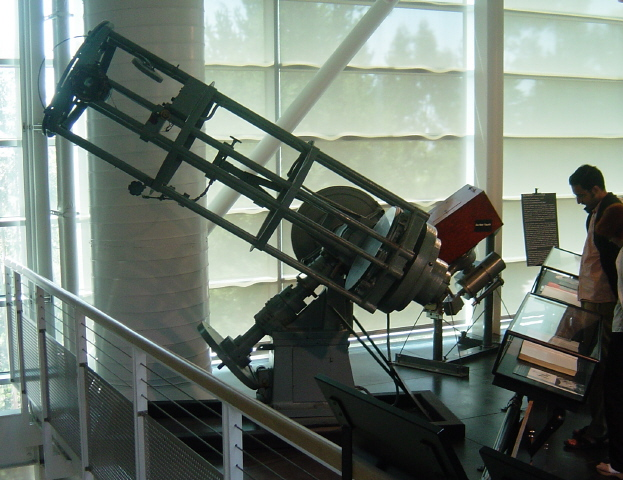
2004년 Chabot 우주 과학 센터 에 전시되어 있는 George Ritchey가 제작한 최초의 RCT인 24인치(0.6m) 반사 망원경.

리치-크레티앙 망원경(Ritchey-Chrétien telescope, RCT, RC)은 카세그레인식 망원경의 특수한 변형으로 쌍곡선 1차 반사경과 오프축 광학 오류( 코마 )를 제거하도록 설계되어 있는 쌍곡선 2차 반사경으로 구성된다. RCT는 기존의 반사 망원경 구성에 비해 광학 오류가 없는 더 넓은 시야를 가지고 있다. 20세기 중반 이후로 대부분의 대형 전문 연구 망원경은 RCT 구성으로 되어 있고, 이러한 사례로는 허블 우주 망원경, 켁 망원경 및 ESO 초대형 망원경이 널리 알려져 있다.

## 역사

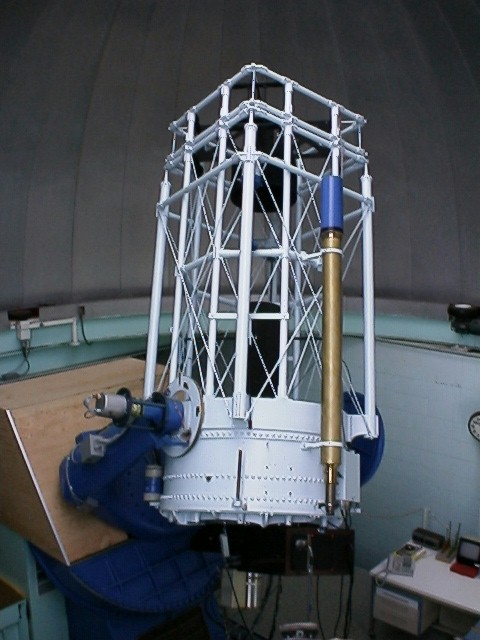
40인치(1.0m) Ritchey at United States Naval Observatory Flagstaff Station.

Ritchey-Chrétien 망원경은 1910년대 초 미국 천문학자 George Willis Ritchey와 프랑스 천문학자 Henri Chrétien에 의해 발명되었다. 리치는 1927년에 구경이 60 센티미터 (24 in)인 최초의 RCT(Ritchey 24인치 반사 망원경)를 성공적으로 구축하였다. 두 번째 RCT는 미국 해군 천문대를 위해 Ritchey가 제작한 102 센티미터 (40 in)  장비인데 이 망원경은 현재도 해군 천문대 플래그스태프 기지(Naval Observatory Flagsaff Station)에서 여전히 작동 중이다.

## 설계
다른 카세그리인 구성의 반사 망원경과 마찬가지로 Ritchey-Chrétien 망원경(RCT)은 주어진 초점 거리에 대해 매우 짧은 광학 튜브 어셈블리와 컴팩트한 디자인을 가지고 있다. RCT는 우수한 오프축 광학 성능을 제공하지만 Ritchey-Chrétien 구성은 고성능의 전문 망원경에서 가장 일반적으로 사용된다.

### 이중 거울의 기초
뉴턴 망원경과 같이 곡면 거울이 하나만 있는 망원경은 항상 수차가 있다. 반사경이 구형인 경우에는 주로 구면 수차가 발생한다. 미러가 포물선으로 만들어지면 구면 수차를 수정하기 위해 변경할 수 있는 추가 설계 매개변수가 없기 때문에 여전히 코마와 비점수차가 발생한다. Ritchey-Chrétien 망원경과 같이 두 개의 비구면 거울을 사용하면 두 거울이 전체 코마 상태에 기여하는 것을 상쇄함으로써 코마 상태도 제거할 수 있다. 이것에 의하여 더 큰 유용한 시야가 가능하게 된다. 하지만이러한 디자인에서는 여전히 비점수차가 발생한다.
기본적인 Ritchey-Chrétien 2면 설계에서는 3차 코마와 구면 수차는 발생하지 않는다. 그러나 2면 디자인에서는 5차 코마, 심각한 대각 비점수차 및 비교적 심각한 상면 만곡이 발생한다.

### 세 번째 구성요소에 의한 추가 보정
시상 초점면과 접선 초점면 사이의 중간에 초점을 맞추면 별이 원형으로 나타나므로 Ritchey-Chrétien이 광시야 및 사진 관찰에 적합하다. 2요소 기본 디자인에서 나머지 수차는 초점면 근처에 더 작은 광학 요소를 추가하면 개선될 수 있다.
세 번째 곡면 광학 요소를 추가하여 비점수차를 제거할 수 있다. 이 요소가 반사경이면 결과는 3반사경 비점수차 소거(three-mirror anastigmat)이다. 다른 방안으로 RCT에서는 예를 들어 SDSS 망원경 및 VISTA 망원경과 같이 비점수차를 보정하고 초점 표면을 평평하게 하기 위한 필드 교정기로 초점면 앞에 하나 또는 여러 개의 저배율 렌즈를 사용할 수 있는데, 이에 의하면 최대 약 3° 직경의 시야를 확보할 수 있다.
슈미트 카메라에서는 최대 약 7°까지 더 넓은 필드를 제공할 수 있다. 그러나 슈미트 카메라에서는 전체 개구 보정판이 필요하여 개구의 지름이 1.2 미터 이하로 제한된다. 이에 반하여 Ritchey-Chrétien의 지름은 훨씬 더 크게 할 수 있다.
전체 수정 요소가 포함되어 있는 다른 설계 방식, 예를 들어 Lurie-Houghton 설계와 같은 방식에서는 다중 곡선의 슈미트 수정판의 제작과 같은 실제적인 문제로 제한되지 않는다.

### 개구의 차단
리치-크레티앙 디자인에서는 대부분의 카세그레인 시스템과 마찬가지로 보조 반사경이 개구의 중앙 부분을 차단한다. 링 모양의 개구는 반사망원경과 같은 전체 개구 디자인에 비하여 낮은 공간 주파수 범위에서 변조 전달 함수(MTF)를 심각하게 감소시킨다. 이 MTF 노치는 넓은 특징을 이미징할 때 이미지 대비를 낮추는 효과가 있다. 또한 2차 거울 지지대(스파이더)에 의하여 화상에 스파이크가 발생할 수 있다.

### 반사경

Ritchey-Chrétien 반사 망원경의 다이어그램

이중 반사경 카세그레인 구성에서 1차 및 2차 거울의 곡률 반경은 각각 아래와 같다.
{\displaystyle R_{1}=-{\frac {2DF}{F-B}}=-{\frac {2F}{M}}}
그리고
{\displaystyle R_{2}=-{\frac {2DB}{F-B-D}}=-{\frac {2B}{M-1}}} ,
여기서,
- {\displaystyle F} 는시스템의 유효 초점 거리,
- {\displaystyle B}는 후면 초점 거리(보조에서 초점까지의 거리),
- {\displaystyle D}는 두 거울 사이의 거리이고,
- {\displaystyle M=(F-B)/D}는 2차 배율이다.[6]

만약, {\displaystyle B}와 {\displaystyle D} 대신에, 알려진 양이 기본 미러의 초점 거리, {\displaystyle f_{1}}이고 주반사경 뒤의 초점까지의 거리, {\displaystyle b}이면, {\displaystyle D=f_{1}(F-b)/(F+f_{1})} 이고{\displaystyle B=D+b} 가 된다.
Ritchey-Chrétien 시스템에서 2개 반사경의 원뿔 상수 {\displaystyle K_{1}} 및 {\displaystyle K_{2}}는 3차 구면 수차와 코마를 제거하도록 선택되는데, 해는 아래와 같다.
{\displaystyle K_{1}=-1-{\frac {2}{M^{3}}}\cdot {\frac {B}{D}}}
그리고
{\displaystyle K_{2}=-1-{\frac {2}{(M-1)^{3}}}\left[M(2M-1)+{\frac {B}{D}}\right]} .
여기서 {\displaystyle K_{1}} 및 {\displaystyle K_{2}}가 {\displaystyle -1} (부터 {\displaystyle M>1} )보다 작은 값으므로 따라서 두 거울 모두 쌍곡선이라는 점을 주목하기 바란다. (그러나 주반사경은 일반적으로 포물선에 매우 가깝다. )
쌍곡선 곡률은 테스트하기 어렵다. 특히 아마추어 망원경 제작자나 실험실 규모의 제작자가 일반적으로 사용할 수 있는 장비로 테스트하기가 어렵다. 따라서 이러한 응용에서는 예전의 망원경 배치가 우세하다. 그러나 전문 광학 제작자와 대규모 연구 그룹은 간섭계로 거울을 테스트한다. 그런 다음 Ritchey-Chrétien은 최소한의 추가 장비, 일반적으로 간섭계 테스트를 위해 쌍곡선 1차 반사경이 구형으로 보이게 하는 null 교정기라고 하는 소형의 장치가 필요하다. 허블 우주 망원경에서는 이 장치가 잘못 제작되어(의도하지 않은 표면에서의 반사로 인하여 렌즈 위치가 잘못 측정됨) 허블 주경에 오류가 발생했다.
부정확한 영점 교정기는 New Technology Telescope에서와 같이 다른 반사경의 제작 오류로 이어졌다.

### 추가 평면경
실제에서 이들 각각의 디자인에서는 광학 경로를 보다 편리한 구성으로 구부리기 위하여 사용되는 다수의 '접이식 거울'(fold mirror)이 포함되기도 한다. 이 기사에서는 화상을 편리한 위치에 배치하기 위한 것이 아니라 화상을 형성하는 데 필요한 거울에 대해서만 논의한다.

## 대형 리치-크레티앙 망원경의 예
리치는 100인치 윌슨산 후커 망원경 (1917)과 200인치(5m) 헤일 망원경을 RCT로 하려고 의도하였다. 그의 디자인은 실제로 사용된 포물선 디자인에 비해 더 넓은 가용 시야에서 더 선명한 이미지를 제공했을 것이다. 그러나 리치와 헤일은 결별했다. 100인치 프로젝트가 이미 늦어지고 예산이 초과되어 헤일은 테스트하기 힘든 곡률을 가진 새로운 디자인 채택을 거부하여 리치는 프로젝트와 결별하였다. 그런 다음 두 프로젝트 모두 전통적인 광학 장치로 제작되었다. 그 이후로 광학 측정과 제작 기법의 발전으로 RCT 설계가 인계받게 되어, 결국 1948년에 설치된 헤일 망원경이 세계를 주도하는 망원경으로 포물선 주경을 가진 마지막 망원경이 되었다.

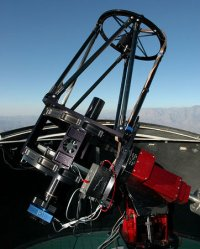
PROMPT 망원경 배열의 일부인 41cm RC 광학 시스템 트러스 망원경.

- 10.4m Gran Telescopio Canarias, 카나리아 제도(스페인), 라팔마섬의 로크 데 로스 무차초스 천문대
- 2대의 10.0m 망원경, 마우나케아 천문대 ( 미국 )에 있는 켁 천문대
- 4개의 8.2m 망원경, 초대형 망원경 ( 칠레 )의 일원
- 8.2m 스바루 망원경, 마우나케아 천문대 ( 미국 )
- 두대의 8.0m 망원경, 마우나 케아 천문대 ( 미국 )와 칠레의 제미니 천문대를 구성
- 4.1m 천문학을 위한 가시 및 적외선 조사 망원경, Paranal 천문대, ( 칠레 )
- 4.0m Mayall 망원경, Kitt Peak National Observatory, (미국)
- Cerro Tololo Inter-American Observatory ( 칠레 )에 있는 4.0m Blanco 망원경.
- 터키 에르주룸의 동부 아나톨리아 천문대(DAG) 소재의 3.94m 망원경.
- 사이딩 스프링 천문대 ( 호주 )에 있는 3.9m 앵글로-오스트레일리아 망원경.
- Aryabhatta 관측 과학 연구소의 3.6m Devasthal 광학 망원경, Nainital, ( 인도 ).
- 3.58 m 갈릴레오 국립 망원경,  카나리아 제도, 라팔마섬의 로케 데 로스 무차초스 천문대
- 유럽남부천문대의 3.58m 신기술 망원경 ( 칠레 ).
- 미국 뉴멕시코 주 아파치 포인트 천문대 의 3.5m ARC 망원경.
- 칼라 알토 산( 스페인 )에 있는 3.5m 칼라 알토 천문대 망원경.
- Kitt Peak National Observatory ( 미국 )의 3.50m WIYN 천문대.
- 이란 국립 천문대 ( 이란 )에 있는 3.4m INO340 망원경.
- ESO의 Paranal Observatory ( 칠레 )에 있는 2.65m VLT 측량 망원경.
- 라 팔마, 카나리아 제도, ( 스페인 )에 있는 2.56m 유효 f/11 북유럽 광학 망원경.
- 미국 뉴멕시코주 아파치 포인트 천문대의 2.50m 슬론 디지털 스카이 서베이 망원경(수정된 설계)
- 현재 지구 주위를 도는 2.4m 길이의 허블 우주 망원경.
- 도이 인타논 ( 태국 )에 있는 2.4m의 태국 국립 천문대 망원경.
- 칼라 알토 산( 스페인 )에 있는 2.2m 칼라 알토 천문대 망원경.
- 아르헨티나 산 후안에 있는 2.15m Leoncito Astronomical Complex 망원경.
- 멕시코 국립 천문대 산 페드로 마르티르(San Pedro Martir)에 있는 2.12m 망원경.
- Kitt Peak National Observatory ( 미국 )에 있는 2.1m 망원경.
- 스페인 카나리아 제도 라팔마섬에 있는 2.0m 리버풀 망원경 ( 로봇 망원경 ).
- 불가리아 Rozhen 천문대의 2.0m 망원경.
- 인도 천문대의 2.0m 히말라야 찬드라 망원경, Hanle, ( 인도 ).
- 하와이 마우이의 할레아칼라에 있는 1.8m Pan-STARRS 망원경.
- 한국 보현산 천문대의 1.8m 망원경.
- 몰레타이 천문대 ( 리투아니아 )에 있는 1.65m 망원경.
- 캐나다 퀘벡의 몽 메간틱에 있는 1.6m 몽메간틱 천문대 망원경.
- 브라질 미나스 제라이스의 피코 도스 디아스 천문대 에 있는 1.6m 퍼킨-엘머 망원경.
- 그리스 크레타 섬에 있는 스키나카스 천문대의 1.3m 망원경.
- United States Naval Observatory Flagstaff Station에 있는 1.0m Ritchey 망원경 (G. Ritchey가 사망하기 전에 만든 마지막 망원경).
- 미국 플로리다 데이토나 비치에 있는 Embry-Riddle 천문대의 1.0m DFM 엔지니어링 f/8 망원경.
- 칠레 파라날 천문대의 4대의 1.0m SPECULOOS 망원경으로 지구 크기의 외계행성 탐색 전용으로 사용되었다.
- 0.85 m 스피처 우주 망원경, 현재 지구 궤도에서 작동하는 적외선 우주 망원경.
- 0.8m Astelco Systems 설계 Perren 망원경, 영국 런던 밀힐의 유니버시티 칼리지 런던 천문대 소재.
- 0.208 m LORRI(장거리 정찰 이미저) 카메라, 현재 명왕성 너머에 있는 뉴 허라이즌스 우주선에 탑재.

## 같이 보기
- 대형 광학 반사 망원경 목록
- 망원경 유형 목록
- 루리-휴튼 망원경
- 막수토프 망원경
- 반사 망원경
- 슈미트-카세그레인 망원경